# Walckenaeria mesus
Walckenaeria mesus är en spindelart som först beskrevs av Chamberlin 1948.  Walckenaeria mesus ingår i släktet Walckenaeria och familjen täckvävarspindlar. Inga underarter finns listade i Catalogue of Life.